# 奥雷利奥·米拉尼
奥雷利奥·米拉尼（義大利語：Aurelio Milani，1934年5月14日—2014年11月25日），男，意大利足球运动员。他曾当选1961-1962赛季意甲联赛最佳射手。